# Himno del Club Atlético Sarmiento (Junín)

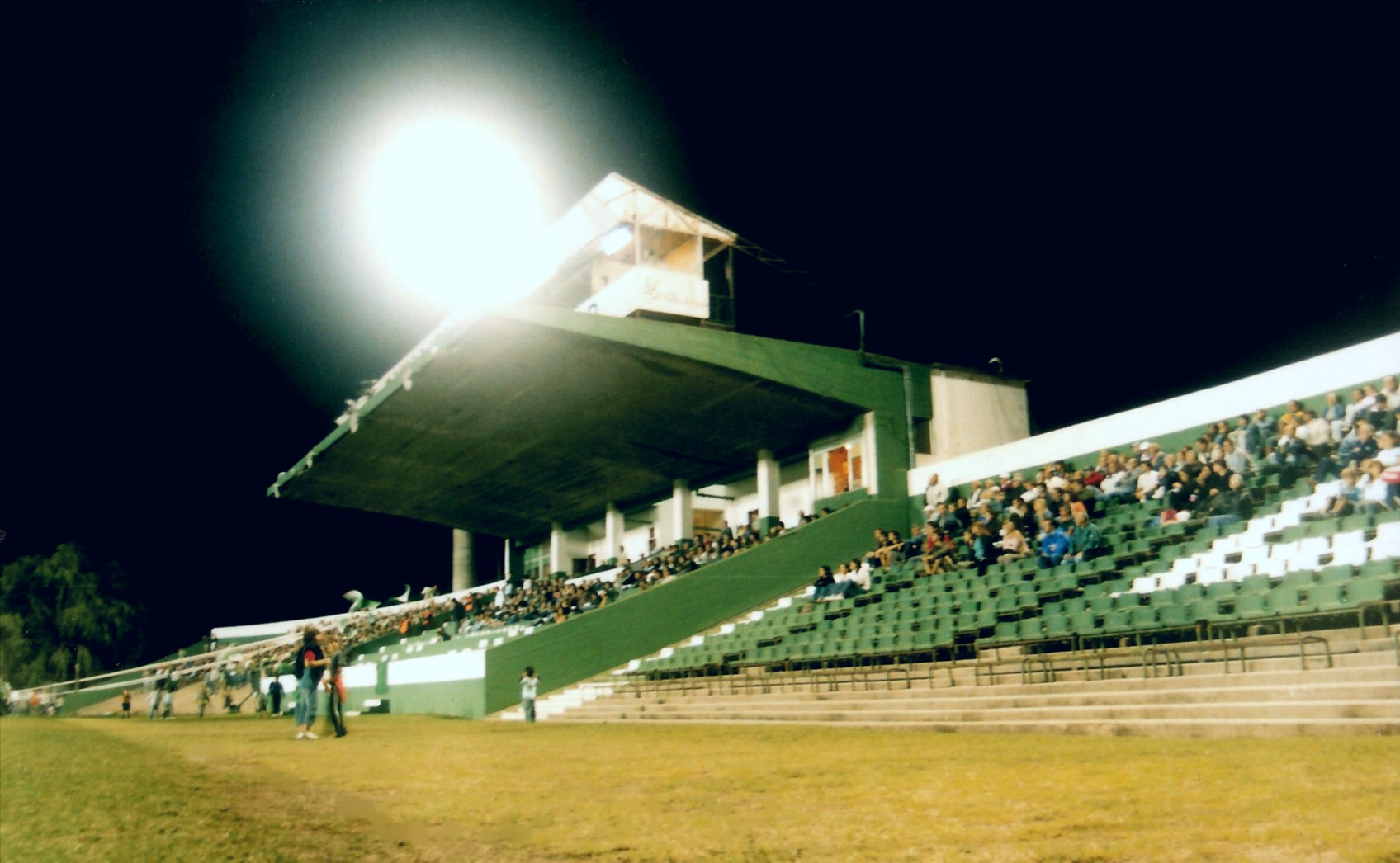
Estadio Eva Perón del Sarmiento de Junín.

El himno del Club Sarmiento es una marcha compuesta por Juan Behety y Francisco Saborido, que identifica al Club Atlético Sarmiento de la ciudad de Junín,  Argentina.
“..Hoy se ha impuesto nuevamente la más brava juventud,
Y la lógica otra vez volvió
a brillar,  gallarda figura indio de bronce
Es el Verde bravo once de Sarmiento Football Club.
Hoy de nuevo la barriada se prepara para vivar
a los grandes que supieron defender la casaca 
de Rivero y Simon Behety
de Sabeaga y de Pichetti
veteranos del ayer
Suena el silvato del réferi, 
Los once bravos van a salir
Y solo se oye la gritería de la gran barra que ya esta allí,
Vivan los Verdes valientes playeres
una y mil veces
Viva el Campeón
Fue grande el triunfo 
la barra grita
Ponce replica a gran pulmón
Vivan los Verdes valientes playeres
una y mil veces
Viva el Campeón...”

## Estilo
Esta marcha reúne una música muy chispeante, que con el correr de los años la han convertido en un instrumento predilecto de los hinchas. Además, la letra de la composición se refiere a la garra y a la bravura de los jugadores, mencionando a algunos que son emblemáticos de la entidad, así como también a un referente de los seguidores en el tablón: Felipe Ponce.

## Los autores
El himno fue compuesta por Juan Behety, exjugador de la institución y prestigioso músico, con letra de Francisco Mataco Saborido, creador de numerosas piezas de colección, especialmente dedicada a los barrios juninenses.
- Juan Bautista Behety fue un compositor y bandoneonista, nacido en Bragado el 10 de marzo de 1891. Tuvo dos pasiones: el fútbol y la música. Fue uno de los fundadores del Club Atlético Sarmiento de Junín. Dirigió una orquesta típica criolla y compuso diversos tangos, uno de ellos junto a Luis B. Negreti. Murió en Junín el 26 de agosto de 1973.
- Francisco Saborido fue un poeta de gran lucidez y enorme inspiración. Creador de numerosas piezas literarias, dedicó gran parte de su trabajo a enaltecer a los diferentes barrios de su querida ciudad natal. Nació en Junín el 22 de enero de 1915 y falleció el 24 de agosto de 1978.